# Norberto Calandria
Norberto Pilo Calandria (Mataderos, Buenos Aires, Argentina, 10 de septiembre de 1929 - Tapiales, provincia de Buenos Aires, Argentina, 27 de febrero de 2007) fue un jugador de fútbol argentino. Se destacó en Nueva Chicago donde es ídolo de la institución y el máximo goleador histórico del club.

## Trayectoria
Tras un breve paso por Liniers, debutó en Nueva Chicago en 1953 y jugó ininterrumpidamente hasta 1962. En el club de Mataderos disputó 268 partidos y convirtió 116 goles, siendo el máximo goleador histórico del equipo verdinegro. Se retiró en Liniers luego de obtener el ascenso a Primera B en 1967.

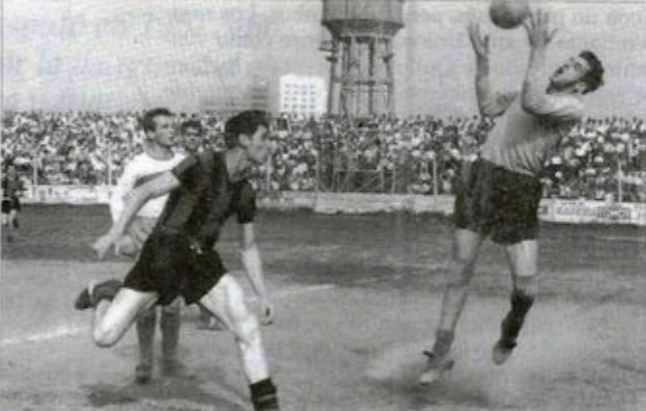
Pilo Calandria en acción contra Platense en el campeonato de Primera B 1957, partido disputado en Mataderos.

En 1958 y 1961 fue subcampeón de Primera B con el Torito. Esas campañas produjeron mucho orgullo en el barrio ya que Chicago volvía a ser protagonista en Segunda División después de dos décadas sin pelear el ascenso a Primera.
En 1962 fue convocado, junto con la mayoría del equipo de Nueva Chicago, para disputar el Sudamericano de Primera B de 1962 realizado en Perú; el combinado argentino regresó invicto y obtuvo el segundo lugar.

### La leyenda
"Pilo" se convirtió en un personaje de leyenda para el fútbol argentino por historias fabulosas, magnificadas con el paso de los años y la ausencia de testigos. Calandria contaba que en 1954, en un partido entre Nueva Chicago y Excursionistas, convirtió un gol de cabeza después de un córner que él mismo ejecutó. La pelota partió de la esquina y se elevó por un viento arremolinado, pero que el árbitro lo anuló al no intervenir otro jugador en la acción.
La leyenda cuenta que tiempo después, ante Almagro en cancha de Vélez Sarsfield y bajo una intensa lluvia, Pilo ejecutó un tiro libre con gran violencia, la pelota se estrelló en un poste, volvió a la misma posición y Calandria convirtió de cabeza, aunque el tanto fue invalidado por la misma razón.

## Clubes
| Club          | País      | Año         |
| ------------- | --------- | ----------- |
| Liniers       | Argentina | 1952        |
| Nueva Chicago | Argentina | 1953 - 1962 |
| Talleres      | Argentina | 1963        |
| Liniers       | Argentina | 1964 - 1967 |

## Estadísticas
| Club | Partidos | Goles | Prom. · |
| --- | -------- | ----- | ------- |
| Nueva Chicago | 268      | 116   | 0,43    |
| Liniers | 13       | 0     | 0,00    |
| Total | 281      | 116   | 0,41    |
| Aclaración: No se registran los partidos ni los goles de Calandria en Talleres (1963) y Liniers (entre 1964 y 1966). |          |       |         |